# 1ª Divisão 1984-1985 (hockey su pista)
La 1ª Divisão 1984-1985 è stata la 45ª edizione del torneo di primo livello del campionato portoghese di hockey su pista; disputato tra il 15 dicembre 1984 e il 16 giugno 1985 si è concluso con a vittoria del Porto, al suo terzo titolo.

## Stagione

### Formula
La 1ª Divisão 1984-1985 vide ai nastri di partenza sedici club; la manifestazione fu organizzata con un girone all'italiana, con gare di andata e ritorno per un totale di 30 giornate: erano assegnati tre punti per l'incontro vinto e due punti a testa per l'incontro pareggiato, mentre non ne era attribuito uno solo per la sconfitta. Al termine del campionato la squadra prima classificata venne proclamata campione del Portogallo. Le squadre classificate dal quattordicesimo al sedicesimo posto retrocedettero direttamente in 2ª Divisão, il secondo livello del campionato.

## Classifica finale
|       | Pos. | Squadra         | Pt | G  | V  | N | P  | GF  | GS  | DR   |
| ----- | ---- | --------------- | -- | -- | -- | - | -- | --- | --- | ---- |
|       | 1.   | Porto           | 85 | 30 | 26 | 3 | 1  | 214 | 105 | +109 |
| [ 1 ] | 2.   | Sporting CP     | 81 | 30 | 25 | 1 | 4  | 186 | 91  | +95  |
| [ 2 ] | 3.   | Sanjoanense     | 71 | 30 | 19 | 3 | 8  | 158 | 108 | +50  |
|       | 4.   | Cascais         | 69 | 30 | 18 | 3 | 9  | 153 | 117 | +36  |
|       | 5.   | Sesimbra        | 61 | 30 | 15 | 1 | 14 | 169 | 155 | +14  |
|       | 6.   | Benfica         | 61 | 30 | 14 | 3 | 13 | 201 | 169 | +32  |
|       | 7.   | Juventude Viana | 60 | 30 | 14 | 2 | 14 | 134 | 150 | -16  |
|       | 8.   | Sporting Tomar  | 60 | 30 | 14 | 2 | 14 | 150 | 167 | -17  |
|       | 9.   | Paço de Arcos   | 60 | 30 | 14 | 2 | 14 | 146 | 152 | -6   |
|       | 10.  | Oliveirense     | 59 | 30 | 13 | 3 | 14 | 119 | 126 | -7   |
|       | 11.  | Amadora         | 59 | 30 | 13 | 3 | 14 | 153 | 146 | +7   |
|       | 12.  | Famalicense     | 54 | 30 | 10 | 4 | 16 | 99  | 112 | -13  |
|       | 13.  | Belenenses      | 47 | 30 | 8  | 1 | 21 | 129 | 212 | -83  |
|       | 14.  | Turquel         | 46 | 30 | 8  | 0 | 22 | 110 | 164 | -54  |
|       | 15.  | Oeiras          | 45 | 30 | 7  | 1 | 22 | 114 | 188 | -74  |
|       | 16.  | Valongo         | 42 | 30 | 4  | 4 | 22 | 96  | 169 | -73  |

Legenda:
  Vincitore della Coppa del Portogallo 1984-1985.
      Campione del Portogallo e ammessa all'Coppa dei Campioni 1985-1986.
      Qualificato in Coppa delle Coppe 1985-1986.
      Qualificato in Coppa CERS 1985-1986.
      Retrocesse in 2ª Divisão 1985-1986.
Note:
Tre punti a vittoria, due a pareggio, uno a sconfitta.
In caso di parità di punteggio, le posizioni erano decise per differenza reti negli scontri diretti.